# Гросенброде
Гросенброде (нім. Großenbrode) — громада в Німеччині, розташована в землі Шлезвіг-Гольштейн. Входить до складу району Східний Гольштейн. Складова частина об'єднання громад Ольденбург-Ланд.
Площа — 20,98 км2. Населення становить 2196 ос. (станом на 31 грудня 2020).

## Галерея

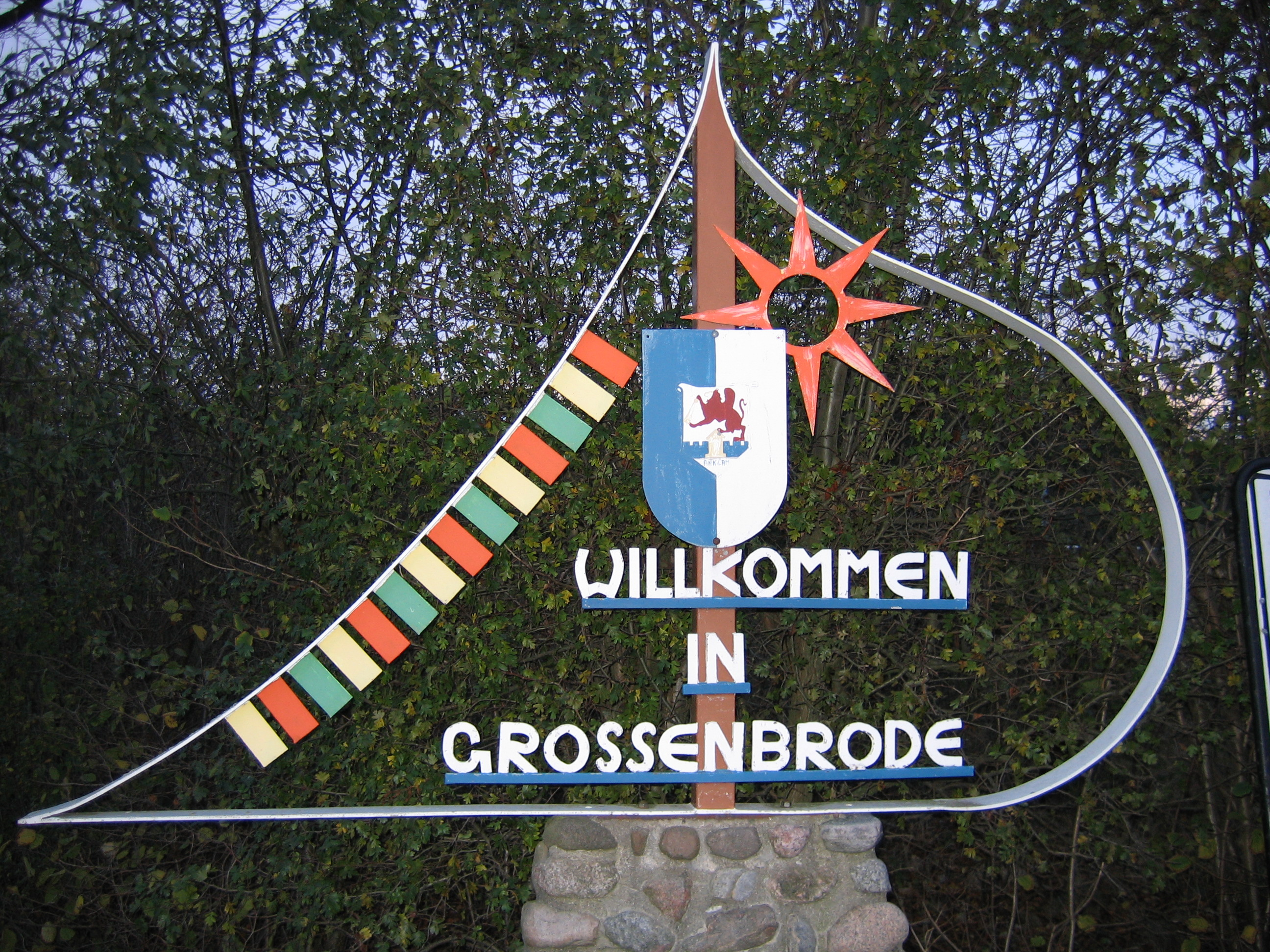
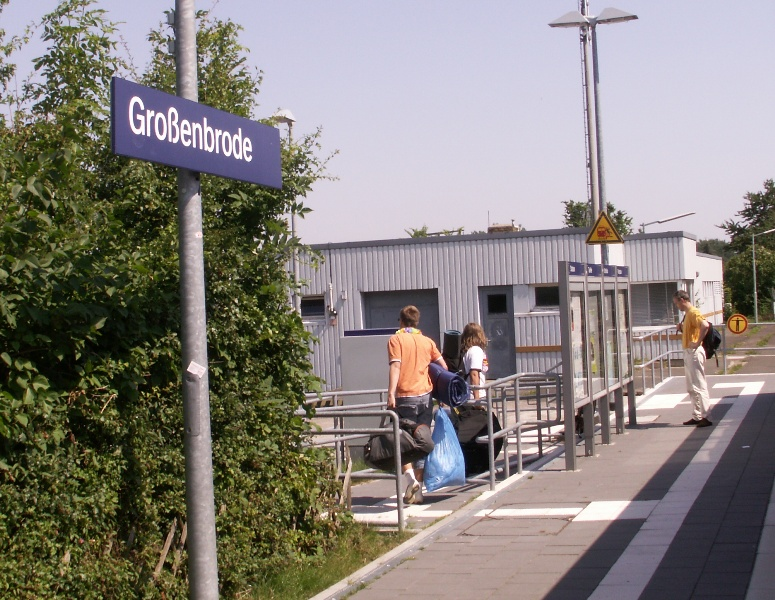
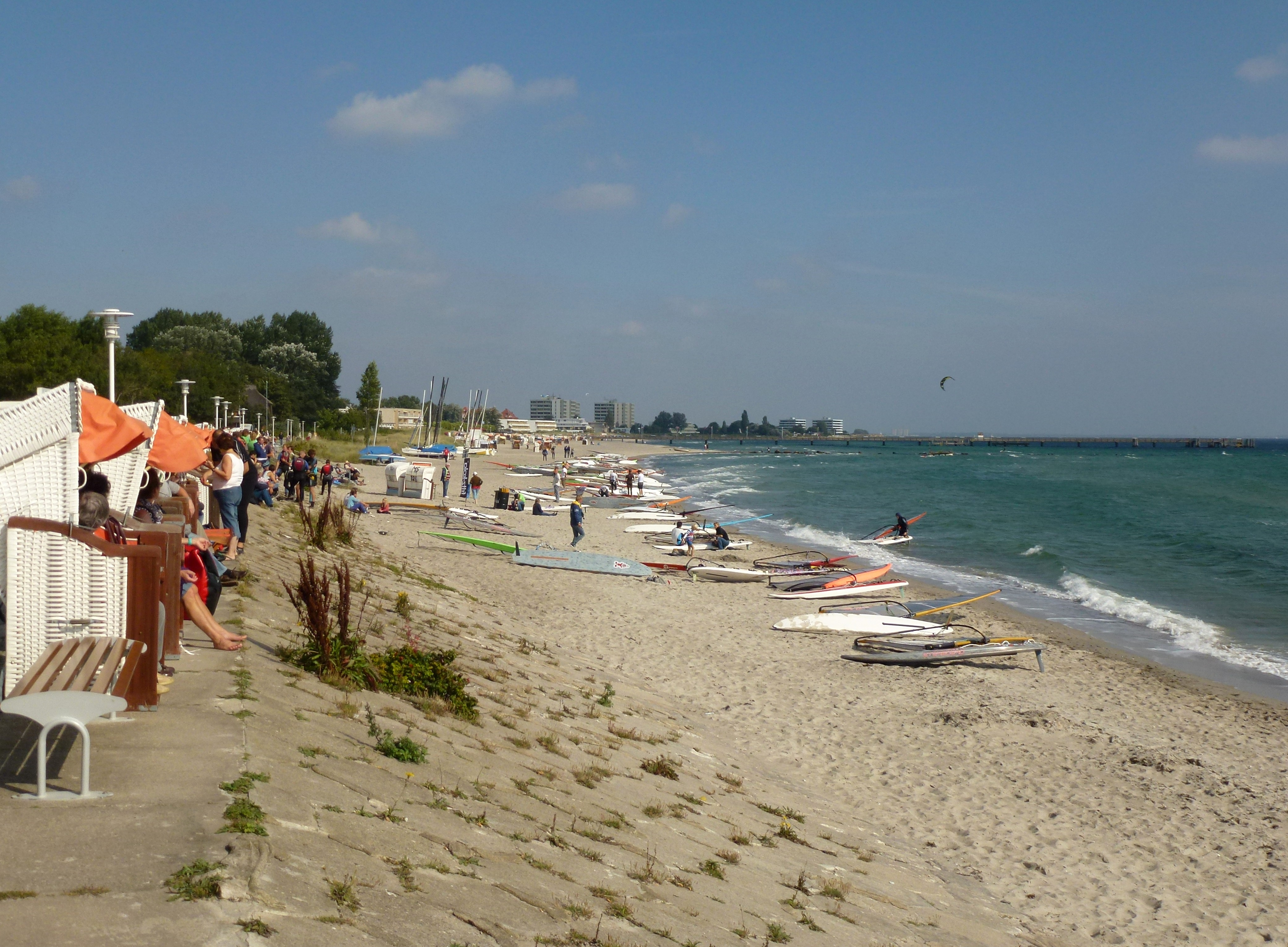
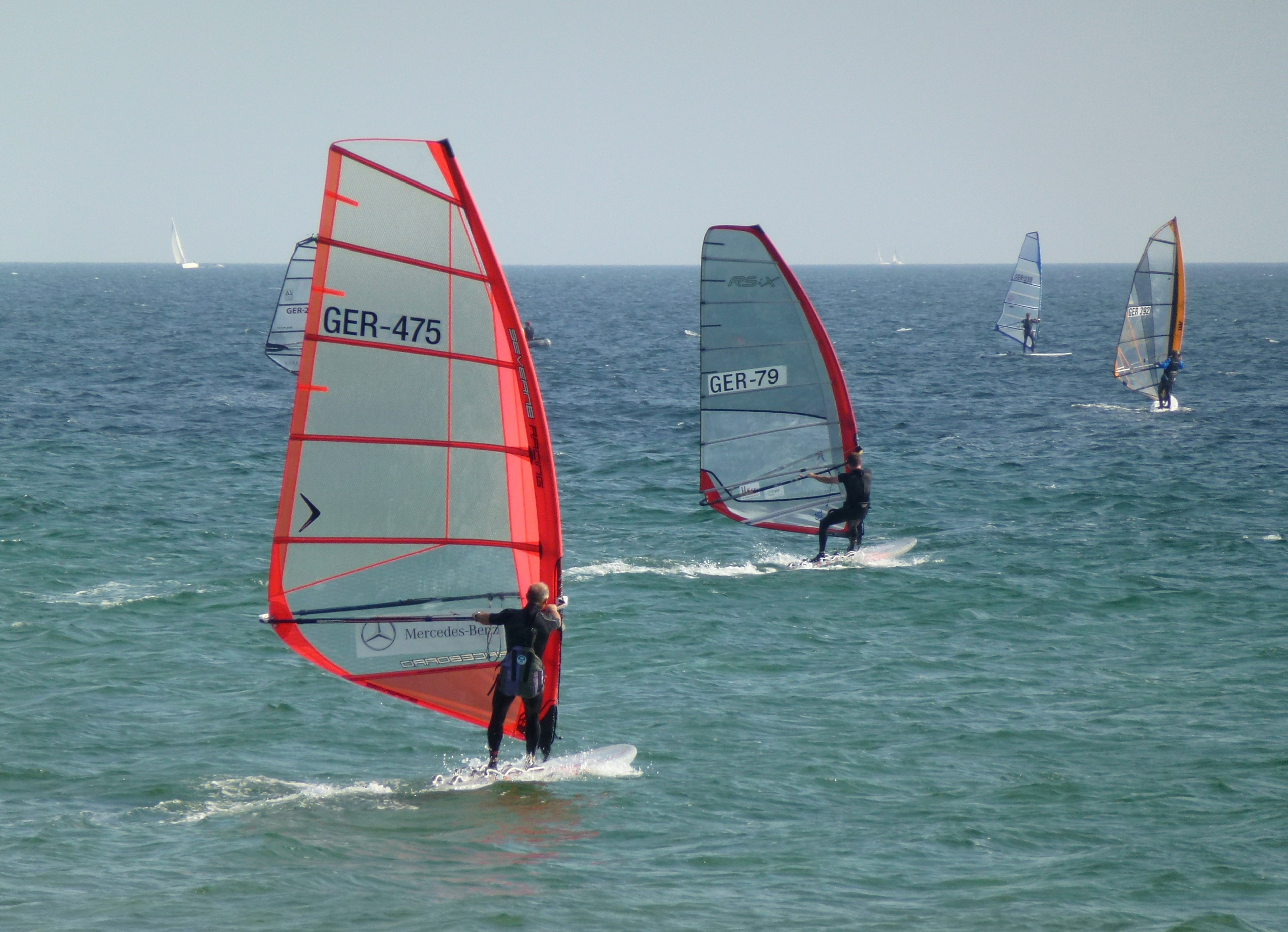